# Nomen est Omen
A Nomen est Omen (The Gun Song) a Született feleségek (Desperate Housewives) című amerikai filmsorozat nyolcvanhatodik epizódja. Az Amerikai Egyesült Államokban először az ABC (American Broadcasting Company) adó vetítette 2008. május 18-án.

## Mellékszereplők
- Nathan Fillion - Adam Mayfair
- Kathryn Joosten - Karen McCluskey
- Gary Cole - Wayne Davis
- Justine Bateman - Ellie Leonard
- Tuc Watkins - Bob Hunter
- Kevin Rahm - Lee McDermott
- Peter Birkenhead - Dr. Dolan
- Billy Gardell - Roy Harding
- Rick Otto - Paul Bullock nyomozó
- Bill Smitrovich - Green tiszteletes
- Peggy Blow - Fern Parrish
- Lisa Long - Irene Semanis
- Wendy Schenker - Rendőrnő
- Paul Keith - Joe Huntington
- Michelle Marsh - Sheila Huntington
- Melody Butiu - Janice nővér
- Sonya Eddy - Vanessa Varga
- Kristen O'Meara - Griselda Sage
- Leslie Karpman - Háziasszony
- Danny Gurwin - Asszisztens
- Helen Slayton-Hughes - Idős hölgy
- Dale Waddington Horowitz - Ápolónő
- Mark Brady - Zsaru

## Mary Alice epizódzáró monológja
- A narrátor, Mary Alice monológja az epizód végén így hangzik (a magyar változat alapján):

"Mit ér a név? A címkék, amiket másokra akasztunk, vajon elmondanak-e mindent, amit tudnunk kell? Ha azt mondjuk rá, hogy gyerek még, az azt jelenti, hogy teljesen ártatlan? Ha drogdílernek nevezzük, az azt bizonyítja, hogy velejéig gonosz? Akit lelkésznek hívunk, vajon mindig a lelkiismerete szerint cselekszik? Egy gaztevőnek bélyegzett férfi rendelkezhet egy hős jellemvonásaival? Az az igazság, hogy a név épp oly kevéssé árulja el, hogy ki valaki… Mint azt, hogy az illető mire képes."

## Érdekesség
- Ezt az epizódot először 2008. május 18-án vetítette az amerikai ABC csatorna, és még aznap este leadták a következő epizódot, a  Szabadont is, így a Nomen est Omen a reklámokkal együtt két órás évadfinálé első fele volt.
- A magyar epizódcím egy latin sententia, melynek jelentése: "A név kötelez." (Szó szerinti fordításban: "A név előjel.")

## Epizódcímek szerte a világban
- Angol: The Gun Song (A fegyverének)
- Olasz: Il rumore dello sparo (A lövés hangja)
- Francia: Une drôle de paroisienne (Egy vicces parókia)
- Francia-kanadai: Quelques écarts (Néhány távolság)
- Spanyol: La canción de las armas (A fegyverének)